# 小林秀雄 (批評家)
小林 秀雄（こばやし ひでお、1902年〈明治35年〉4月11日 - 1983年〈昭和58年〉3月1日）は、日本の文芸評論家、編集者、作家、美術・古美術収集鑑定家。日本芸術院会員、文化功労者、文化勲章受章者。

## 人物
日本の文芸評論の確立者であり、晩年は保守文化人の代表者であった。アルチュール・ランボー、シャルル・ボードレールなどフランス象徴派の詩人たち、ドストエフスキー、幸田露伴・泉鏡花・志賀直哉らの作品、ベルクソンやアランの哲学思想に影響を受ける。本居宣長の著作など近代以前の日本文学などにも造詣と鑑識眼を持っていた。

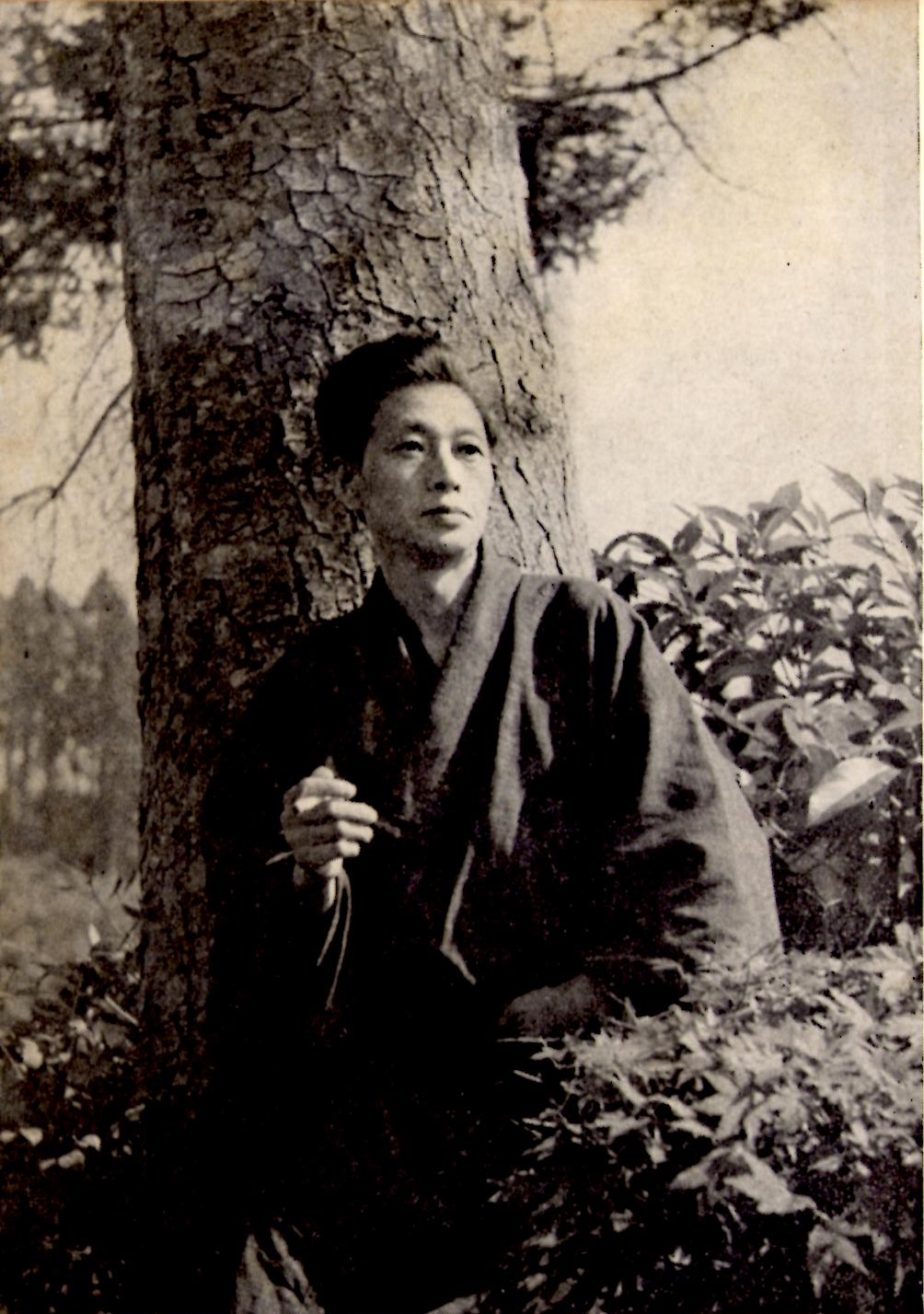
1951年

妹の高見沢潤子は、作家で随筆家。夫は『のらくろ』で知られる漫画家の田河水泡。
長女の明子の夫は、白洲次郎と正子の次男の兼正。従弟は英文学者の西村孝次、西洋史学者の西村貞二。文藝評論家の平野謙は又従弟。

## 経歴
1902年（明治35年）4月11日、東京市神田区（現在の東京都千代田区）猿楽町に小林豊造、精子の長男として生まれた。本籍地は兵庫県出石郡出石町鉄砲町。父豊造は、ベルギーアントワープ市でダイヤモンド加工研磨の技術を学び、日本にその技術と機械を持ち帰り、「洋風装身具製作」の先駆者となった。日本で最初に蓄音機用のルビー針を作るなど、数々の技術を開発している。1915年（大正4年）3月、白金尋常小学校を卒業。同年4月、東京府立第一中学校入学。同期に迫水久常、西竹一ら、一期上には富永太郎、蔵原惟人、河上徹太郎（神戸一中から編入）らが在学していた。1920年（大正9年）3月、府立一中卒業。第一高等学校受験、不合格。1921年（大正10年）3月、父豊造没。同年4月、第一高等学校文科丙類入学。
1925年（大正14年）4月、東京帝国大学文学部仏蘭西文学科入学。同級生に今日出海、中島健蔵、三好達治らがいた。同月富永太郎を通じて中原中也を識る。同年11月、長谷川泰子と同棲。1928年（昭和3年）2月、富永の弟次郎を通じて大岡昇平を識る。3月、東京帝国大学卒業。5月、単身家を出て大阪へ行く。のちに奈良に住み、志賀直哉家に出入する。長谷川泰子との同棲関係は解消。1929年（昭和4年）9月、『様々なる意匠』が『改造』懸賞評論第二等入選作として発表された。一等は宮本顕治『「敗北」の文学』であった。1930年（昭和5年）4月、『アシルと亀の子』を『文藝春秋』に発表、以後翌年3月まで文芸時評を連載、批評家としての地位を確立した。1932年（昭和7年）4月、明治大学に文芸科が創設され、講師に就任し、日本文化史、ドストエフスキー作品論などを講じた。
1933年（昭和8年）10月、文化公論社より宇野浩二、武田麟太郎、林房雄、川端康成らと『文學界』を創刊。1935年（昭和10年）1月、『文學界』の編輯責任者となり、『ドストエフスキイの生活』を連載し始める。
1938年（昭和13年）3月、「文藝春秋」特派員として中国大陸に渡り、上海を経て27日、杭州で火野葦平に第六回芥川賞を渡す。小林秀雄は6月に明治大学文芸科教授に昇格した。
1940年（昭和15年）4月、『文學界』の編輯委員を辞任する。
1946年（昭和21年）2月、 ｢近代文学｣で座談会｢コメディ・リテレール-小林秀雄を囲んで｣。同月『無常といふ事』を創元社より刊行。同年5月、母精子没。同年8月、明治大学教授辞任。同年12月、青山二郎・石原龍一と『創元』を編集、「第一輯　梅原龍三郎特集」で『モオツアルト』を、「第二輯　幸田露伴特集」で『「罪と罰」について』を発表。1948年（昭和23年）4月 - 創元社取締役就任。1951年（昭和26年）3月、第一次『小林秀雄全集』により日本芸術院賞受賞。1953年（昭和28年）1月、『ゴッホの手紙』により読売文学賞受賞。1958年（昭和33年）12月、『近代絵画』により野間文芸賞受賞。1959年（昭和34年）12月、日本芸術院会員となる。1961年（昭和36年）10月、創元社取締役辞任。1963年（昭和38年）11月、文化功労者に顕彰。1965年（昭和40年）6月、『本居宣長』を「新潮」に連載開始（1976年（昭和51年）まで）。1967年（昭和42年）11月、文化勲章を受章。1978年（昭和53年）6月、『本居宣長』により日本文学大賞受賞。
1982年（昭和57年）3月に尿道痛と血尿で川崎市立川崎病院へ入院して膀胱腫瘍と診断される。7月に慶應義塾大学病院で膀胱全摘出手術を受ける。9月末に退院して自宅で静養する。1983年（昭和58年）1月に腎不全が生じて慶應義塾大学病院へ再入院するも2月末に容体が悪化し、1983年（昭和58年）3月1日午前1時40分に腎不全による尿毒症と呼吸循環不全のために慶應義塾大学病院で他界する。

## 業績

### 学生時代
父・豊造の洋行土産のレコードと蓄音機の影響で小林は若い頃から音楽ファンとなる。学生時代は友人間で流行したレコードの竹針に否定的であり、蓄音機の針のテストのために父に貸したレコードをガリガリにされて憤慨したといった記録も残っている。豊造の洋行土産であるバイオリンのレッスンを受けていた時期もあり（後年、小林は「ノコギリ引き」と評している）、府立一中時代には、河上徹太郎と「ブーブーガンガン」モーツァルトの合奏をするために楽器を鳴らしていた。学生時代にはマンドリンクラブに所属し、演奏会なども催している。父豊造は小林19歳の時に没しており、以後、小林は家長としての責任を負う。同年、神経症で第一高等学校を休学。初期の文章には、当時の自分への記述が見られる。小林は、同世代の若者たちに人気のあった新劇よりも歌舞伎などの旧劇を好んだ。後年の「平家物語」の評論にその影響を見ることができる。青年時代に、美術学校にある彫刻科の公開されている参考室でギリシアやルネサンス彫刻の模造に親しんだことを書いている。府立一中時代から文芸同人誌活動を開始しており、一高時代に雑誌『跫音』に発表した「蛸の自殺」で志賀直哉の、『山繭』に発表した短編「ポンキンの笑ひ」に対し、武者小路実篤の賞賛を受けるなどしていた。これらは本人の業績とは直接関係が無い。

### 詩人ランボーとの出会いと文学的青春
1924年（大正13年）春、第一高等学校在学中に神田の書店街でフランスの象徴派詩人アルチュール・ランボーの詩集『地獄の季節』の「メルキュウル版の豆本」と出会う。1947年（昭和22年）3月『展望』に書いた「ランボオの問題」（現行タイトル「ランボオⅢ」）で、「向うからやって来た見知らぬ男が、いきなり僕を叩きのめしたのである」と書いている。しかし以後、20代の小林において、ランボーは、約4年ののちには回復しようもなく失われてしまう。
訳業は、1929年（昭和4年）10月、同人雑誌『文學』創刊号から1930年（昭和5年）2月号にランボオ「地獄の一季節」の9篇を翻訳掲載。同年10月、新たに訳した詩を加え、「ランボオⅠ」「ランボオⅡ」とあわせて、『地獄の季節』を白水社より刊行する。のち、1938年（昭和13年）には改訳を施したうえで岩波文庫より『地獄の季節』を刊行した。『地獄の季節』のランボーとの出会いは、ここに袖珍本による普及の具体的成果を得た。
大正末期から昭和初期の時期は、世界史においては、第一次世界大戦後の混乱から生じた西洋進歩主義にゆらぎが生じた時期でもあった。この頃、詩人ポール・ヴァレリーはテュービンゲン大学における講演で、「諸君、嵐は終わった。にもかかわらず、われわれは、あたかも嵐が起ころうとしている矢先のように、不安である。」と言った。大戦末期にロシア革命が成立していた。このような時代の前段階である19世紀に、ランボーは、早々と、科学による学問の進歩とそれとは異なる逆戻りの志向が世の中に共在し得ることを詩の中に示している。
小林は、学生時代はしばしば講義を休む学生で、乱読家であり、1926年（大正15年）、24歳の時に東大仏文研究室の『仏蘭西文学研究』に発表した「人生斫断家アルチュル・ランボオ」（現行タイトル「ランボオI」）を読んだ指導教官の鈴木信太郎らが「これほど優秀なら」と卒業認可した。
1927年（昭和2年）「芥川龍之介の美神と宿命」を『大調和』9月号に、「『悪の華』一面」を同年11月発行の『仏蘭西文学研究』に発表。さらに、1930年（昭和5年）より、文藝春秋において文芸時評を始める。「一番初めに文藝春秋に」書いたときは、「学校を出てから、金がなくってお袋を養わなきゃならない、そのために文芸時評を書いた。それが、一番確かな動機」であった。「思い切り悪口を言えば、評判を取るだろうと思ってやった」もの。小林は若い時代を顧みて「評判を取るだろうと思ってやったんだ。果して評判を取ったよ」と語る。この時期、小林らは同人誌『作品』を立ち上げ、小林はランボーの『イルミナション』を掲載している。
初期の小林批評は、1931年（昭和6年）『文藝春秋』1月号「マルクスの悟達」、2月号「文芸時評」、3月号「心理小説」で一区切りを付ける。同年7月に『文藝評論』を白水社より刊行する。後年に小林は文藝春秋創立者の菊池寛を回顧する文章の中で、菊池が1921年（大正10年）「社会主義について」で「日本が社会主義化して行く事は時の問題であり、ただ手段を誤り、過激な事で、そこに進もうとすると、却って反動期をまねく恐れがあるのが心配であるという考え」を表明し、1947年（昭和22年）「半自叙伝」で「今になって言っても益もない事だが、自分の予想は不幸にして的中し、大正末から起った共産主義の弾圧のとばっちりを受けて、自由主義的なものから社会主義的なものへの健全な発展がはばまれて了った」と記していることに注目している。
当時の世界は大恐慌にさしかかり、日本は統帥権問題を端に発した軍部の暴走、その延長として起きた満州事変と5.15事件による立憲政治の中断、特別高等警察の設置などによる緊迫した情勢下にあった。この時期1932年（昭和7年）『中央公論』9月号に書かれた小林の「Xへの手紙」は、サント・ブウヴ、ボードレール、ニイチェ、ゲエテの4者の名を呼ぶのみの小説であり、以後、小林によるランボーへの言及は機会を減らしていく。評論にあっては、海外思潮の分野では、ランボーとの出会い以前に小林に影響を与え、ランボー詩と並行して翻訳を行ったフランスの象徴詩人ボードレールや同じくフランスの哲学者ベルクソンに対する言及が現れてくる。
小林のドストエフスキー論がこの時期以後に始まる。ときはファシズム興隆期の戦前昭和の時代であった。ドストエフスキー論で小林は、帝政ロシアの反動体制において西欧進歩主義の世界に遠い憧憬の眼を投げる若いインテリゲンチャについて「どれもこれも辛すぎる夢」とドストエフスキーの青年期の書簡の言葉を引きつつ、「青年達は西欧の理想に憑かれながら、この理想をはぐぐむ社會條件を、空しく周圍に捜し求めた」と記した。
1933年（昭和8年）10月より発刊された『文學界』の同人となり、1936年（昭和11年）1月には、高齢同人に退いてもらい、新たな同人を入れ、自分たちの世代の文学的理想の実現の場を確保し、同年に自身による翻訳書アラン『精神と情熱とに関する八十一章』の刊行とともに創元社に編集顧問として参加。同社ではさらに自身の著作である『ランボオ詩集』、『ドストエフスキイの生活』などを出版し、社に貢献しつつ、自分の文業を広める。
小林は、戦後『大東亜戦争肯定論』を著し、論壇に論議を起こすこととなる林房雄が、戦前、二度の入獄を経て転向する以前の作品『青年』を評価し紹介していた。1936年（昭和11年）1月の同人改組前後には、小林は左翼作家を標榜する島木健作と中野重治に参加を働きかけ、島木は参入。しかし、中野は拒絶した。敗戦直前に獄中死した唯物論哲学者で、同年12月に小林が『東京朝日新聞』に発表した「文学の伝統性と近代性」をめぐって論争した相手の一人だった戸坂潤の誘いを受けて唯物論研究会に名を連ねてもいる。以後、1937年（昭和12年）日中戦争開始後になっても小林は、河上とともに『文學界』の編集に関与し続け、雑誌同人を拡大しながら文学の社会の中における機能を継続させようと図る。

#### 思想と実生活論争
日中戦争が始まる前年の1936年（昭和11年）に、小林は正宗白鳥との間で、ロシアの文豪レフ・トルストイの最晩期の家出を巡って、後年「思想と実生活論争」と称される論争を交わす。小林が『讀賣新聞』1月24日-25日に掲載した論文「作家の顔」の中で、正宗白鳥が家出したうえ野垂れ死にしたトルストイについて自己流の感慨を述べた、『読売新聞』1月11日-12日の文章を抜粋してこれを批判した。この論文に白鳥が反駁した。小林は『文藝春秋』4月号に白鳥に応えて論文「思想と実生活」を載せる。トルストイが妻を怖がって家出した。天才も竟に細君のヒステリイには敵わなかった。抽象的な思想でなく実生活の退屈で凡庸な瑣事が偉大な思想家の命運を決した。白鳥はそこに｟卑小な実生活上の瑣事｠に「人生の真相を鏡に掛けて見るが如」き感慨を覚え、小林は巨大な精神が負わねばならぬ「実生活」と屑肉の退屈を感じた。論争の発端はこの認識の差である。
1948年（昭和23年）の正宗との対談（「大作家論」）で小林は以下のように述べ、意見相違は表面上に過ぎなかったとの認識を示した。
1963年（昭和38年）の河上徹太郎との対談（「白鳥の精神」）でも同様の見解を述べた河上に賛意を示している。

### 支那事変の始まり
詩人中原中也は、帝大時代1925年（大正14年）4月に富永太郎を介して知り合った。同年11月富永は早逝。初期の小林の文章には、支那事変（日中戦争）の始まった1937年（昭和12年）春、若き小林と中原が鎌倉妙本寺の境内に並んで腰掛けている時、無言のまま無数の落ちていく海棠の花びらを異常な集中力で追ううちに急に厭（）な気持ちになり、我慢が出来なくなって来た小林を黙って見ていた中原が突然「もういいよ、帰ろうよ」と言い、小林がその振る舞いに対して中原の「相変らずの千里眼」と評した回顧がある。中原はその年の10月に病没、小林は一週間病院に詰めた。小林の「戦争について」は、中原の死による小林の青春の終わりを宣言するように同年『改造』11月号に発表された。この小林の文章の響きは、同時期に論じていたドストエフスキーの「作家の日記」における露土戦争へのドストエフスキーの肯定宣言に似ている。この文章で小林は「人生斫断家アルチュル・ランボオ」以来の宿命論を持ち出して以下のように書いている。
この時期以後、戦時中の小林の文章には口癖のように「日に新たな」の言い回しが登場する。これは小林の手によって翻訳されたランボーの『飾画』（イルミナシオン）終章「天才」における、
の一句を連想させる。
津田左右吉の自由主義的歴史研究が弾圧された頃には、1939年（昭和14年）5月に、ベルクソンに深く影響を受けた歴史哲学の随想「歴史について」を序文に『ドストエフスキイの生活』を出版している。これについて小林が珍しく素直な喜びの感想を残しているのは、この出版が戦争協力に対する対価であった可能性を匂わせる。ドストエフスキー論に似つかわしくない歴史哲学が序文に付されているのもカモフラージュと言えなくもない。戦時中の小林は、哲学者カントの空気のない空間で羽ばたく鳩をしばしば持ち出して、政治的不自由に不満を抱く自由主義者を非難している。
小林は戦争協力講演で、「主義（イデオロギー）」の不毛を説き、「これは僕の勝手な説ではない」と前置きし二宮尊徳の名前を持ち出すなどしている。
小林は戦時中、6度にわたり中華民国（大陸本土）を訪問している。最初の訪問は1938年（昭和13年）3月で、日本軍から文藝春秋の特派員として招聘（）され、満州を回った。1939年（昭和14年）に入り、『文藝春秋』11月号に雑誌『思想』10月号の掲載論文を批判する「学者と官僚」を掲載。これに対して、『思想』の編集者の一人であった林達夫が「開店休業の必要」を1940年（昭和15年）1月に執筆。同年4月小林は『文學界』編輯委員を辞任。さらに6月より、菊池寛らによる文芸銃後運動の一員として、戦争を支援するため川端康成、横光利一ほか 52人の小説家とともに日本国内、朝鮮および満州国を訪問し幾つかの文章を残している。1938年（昭和13年）の訪問は、従軍中の火野葦平に対する芥川賞の陣中授与式も兼ねており、火野は『麦と兵隊』でその時のことを書いている。

### 真珠湾攻撃後
小林は1941年（昭和16年）12月、太平洋戦争開戦について「三つの放送」で次のように記している。
開戦翌年1942年（昭和17年）には、小林は編集者として長く関係して来た「文學界」での盟友河上徹太郎司会による「近代の超克」座談にオブザーバー的に参加している。ここで小林は、近代科学と形而上学の分離を説くなどする京都学派（西田幾多郎門下）の下村寅太郎を中心にした科学論に口を挟み、下村の言葉を受けて、以下の言葉を吐いている。
小林はこの時期「自然を征服するとは、自然に上手に負けること」であると、仏教学者・鈴木大拙を思わせる言葉を残している。
だが小林の戦争協力姿勢は時を追って勢いを失い、戦争末期には小林は口を開くのがおっくうそうであったと言われ、仲間内では「小林は何をやって食っているのか」が話題になるほどであった。この時期の小林の目立つ仕事は時局柄「当麻」、「実朝」、「平家物語」、「無常といふ事」など日本の古典についての文章が多い。
一方で、小林は敗戦の二年前の1943年（昭和18年）12月、旅行中の南京で『モオツアルト』を書き始めた。これはモーツァルトを中心に立てた一種の天才論であると同時に、終わりの予感が兆し始めた一つの時代への「レクイエム」でもあった。この後、しばらくの間小林は若い時期からの音楽を聴く習慣を途絶させた。

### 敗戦
GHQが公職追放令を発布して間もない1946年（昭和21年）1月12日、雑誌『近代文学』の座談会「コメディ・リテレール 小林秀雄を囲んで」で、出席者の本多秋五より小林の戦時中の姿勢への言及があった。
そして、以下のような発言を行った。
そのあとは、以下の通り。
一部にこれを、敗戦後に戦前と変わり「右翼的文化人」から「左翼的文化人」に変貌した当時の大多数の知識人らと比して立派であると評価する声もあるが、「反省しない」の言葉を用いて、戦前の言動を正しかったとか、悪かったとか戦後の世間一般の価値観でもって自分自身を肯定・否定しているわけではなく、戦争に負けたとたんにその立場を180度転換した戦後の世間一般の価値観でしか己の立場を決定できない人々を小林は「頭がいい人」と揶揄し、批判したのである。
村松剛に「吉本は戦争中天皇主義者だったのに、今は最左翼のような顔をしている」と批判されたことがあると自ら述べる吉本隆明は、「戦争中もいい加減なことを書いていた連中」が「戦後も、すぐに「文化国家の建設」とか言い始める始末」と対比しながら、敗戦の放心状態にあって小林のこの発言の一貫性について膝を打った旨を第五次小林秀雄全集によせたインタビューで述べている。「事変に黙って処する」は小林の事変当初から強調した表現だった。吉本は小林の「マルクスの悟達」に至るまでの文章を挙げてマルクスを一番良く理解していたのは小林だったと評価している。吉本は、戦前および敗戦時の小林については高く評価している。
この年の半ば、小林の実母である小林精子が5月に没し、6月『新日本文学』による「戦争責任者」指名、8月に戦時中からの明治大学の教授職の辞職などが連続して発生し、酩酊状態で水道橋駅のプラットホームから崖下に転落して軽傷を負う。小林はこの転落事件に強がりを見せながら触れているが、小林の娘の回想では帰宅時には生気の抜けたような青白い顔をしていた。
この座談会「コメディ・リテレール」で、小林は文芸時評へのやや乱暴な決別宣言をしている。（「サント・ブウヴの発明した、あの文芸時評という溌剌たる形式、これも頂点に達してしまった批評形式ではないのかね。誰でもやれるようになった。例えば、匿名批評というような形式が盛大になれば、もう誰れがやってもいいのだ。第一流の批評家は必ず新しい形式を発明するだろう。まあ、そんな確かな自信が勿論あったわけではないが、何か新しい批評の形式というものを考えるようになった。そして、ジャーナリズムから身を引いてしまったのだ。」「コメディ・リテレール」より）
同年12月、青山二郎、石原隆一らと季刊『創元』を創刊し、「モオツァルト」を発表。
この後、間もなく1947年（昭和22年）3月『展望』に書いた「ランボオの問題」（現行タイトル「ランボオⅢ」）で、小林は「マルクスの悟達」以後、殆ど触れることのなかったランボーについての論を新たに発表し、1948年（昭和23年）11月季刊『創元』2輯にドストエフスキーの『罪と罰』についての二つ目の作品論「『罪と罰』についてⅡ」を発表するが、全体として戦後の小林の文筆活動における近代文学評論のウェイトは低下する。

#### ラスコーリニコフの悪夢
ツアーリの秘密警察が跳梁する帝政ロシアにおいて、ドストエフスキーは人道主義的作品によって新進作家として華々しいデビューを飾った。間もなく社会主義サークル活動のかどで流刑の憂き目にあったドストエフスキーが、ペテルスブルクに帰還したのは1858年である。翌年、ダーウィンが「種の起源」を発表し、西洋キリスト教世界の伝統的世界観が合理主義の号令と共に激変を始める。日本では幕末に相当し、アメリカを先頭とする西洋列強と江戸幕府との間で通商条約の締結が行われている。この時期、ドストエフスキーは西欧へ視察良好へ出かけ、帰国後『地下室の手記』を皮切りに『カラマーゾフの兄弟』に至る一連の問題作の著作を開始する。『罪と罰』はその二作目に当たり、発表された1866年は日本では明治維新の2年前に当たる。
『罪と罰』の主人公ラスコーリニコフは、選良主義的超人思想にとりつかれたノイローゼ気味の青年である。ラスコーリニコフは運命の歯車に引きずられて哲学的殺人を起こし、自らの挑戦に敗北して自首し、流刑地に送られる。終盤で主人公は病を患い、「アジアの奥地」で発生した意志と知性を持つ魔性の微生物がヨーロッパに蔓延して人類は傲慢と孤独の狂気に取り憑かれて世界は崩壊する、黙示録的な悪夢にうなされる。
1948年（昭和23年）に発表された「『罪と罰』についてⅡ」で、小林は下記する。
『罪と罰』で主人公はキリスト教的に救済されるが、この悪夢について作者ドストエフスキーは解説せずに終話する。ドストエフスキー作品で唯一終末論を扱い冒頭で日本人の風習が話題になる次作『白痴』の発表は、日本で明治維新の1868年である。

#### ゴッホと近代絵画
1948年（昭和23年）11月の「『罪と罰』についてⅡ」発表と前後して1947年（昭和22年）3月に小林は、東京都美術館で読売新聞社が主催する泰西名画展覧会で、「カラスのいる麦畑」から「ゴッホの巨大な目玉」に見据えられる衝撃を受ける。
『ゴッホの手紙』は、精神科医でゴッホ研究者の式場隆三郎から原書（書簡集）提供を受け、『文体』3号 1948年（昭和23年）12月と4号 1949年（昭和24年）7月で掲載を始め、創刊まもない『藝術新潮』で連載を続けた。
書簡より引用を多用しながらも、戦後の小林の孤独と苛立ちが見られる。昭和20年代から30年代半ばまでの期間はゴッホを中心としたフランス印象派絵画に関心を向ける。1958年（昭和33年）に『近代絵画』を人文書院で刊行した。
ゴッホは読書家で、書簡にドストエフスキーらの名前も見られる。
岩波文庫も1955年（昭和30年）から長年かけて硲伊之助訳『ゴッホの手紙』を刊行したが、書簡引用の多い小林の『ゴッホの手紙』はそれらの先駆的な意味がある。
小林は、瀧口修造・富永惣一とともに、1963年（昭和38年）からみすず書房で出版された「ゴッホ書簡集」の監修者となった。これはバブル景気時期に絵画「ひまわり」の購入が話題となり新訳と置き換えられるまで、日本国内で代表的なゴッホ作品となる。

### 1960年安保まで

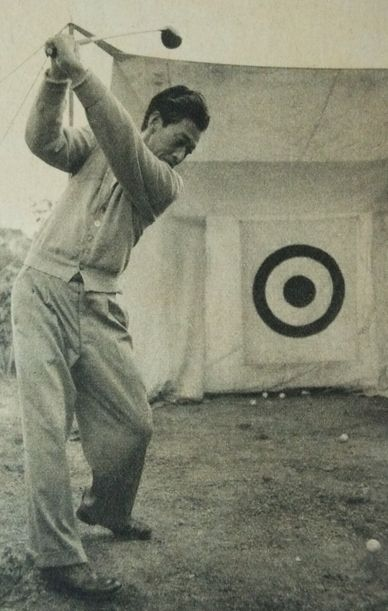
ゴルフを嗜む小林（1954年）

知的障害を持つ画家山下清が話題になった時期に、彼の画の感性を評価しつつ、見るものに訴えかける精神性の欠如を指摘し、山下の描画を金閣寺放火の犯人の放火になぞらえることで退けている。これは山下が放浪を始める以前のことで、小林の態度を「大人げない」「知的障害者の作なのであるから」と評するかは意見が分かれる。
この時期の小林の文章には、ゴッホなどの絵画論と並行して日本の古典、小林特有の音楽的関心からのニーチェ論などがあり、緊張感の抜けた随筆も現れる。ジークムント・フロイトについての言及が増えるのは戦後の時流の影響と無縁ではない。
当時の最先端の娯楽であった映画（活動写真）について少なからぬ数の論考もこの時期に残している。戦後に1951年（昭和26年）5月の黒澤明のドストエフスキー映画『白痴』公開後、『中央公論』1952年（昭和27年）5月号から1953年（昭和28年）1月号に「『白痴』についてⅡ」を著し、のちに対談も行っている。小林周辺から、戦後の小津安二郎作品に関わった文学者が出ている。
小林は1952年（昭和27年）12月から1953年7月までヨーロッパへ旅行する途中、ギリシャやエジプトなどの古代遺跡を巡り、紀行文を遺している。この時期以後、小林はプラトンの著作に関心を深める。小林のプラトンへの関心はソクラテスに対する関心であり、これを元にソクラテスのダイモニオンを論じた「悪魔的なもの」を書き、60年安保を前後する時期の『考えるヒント』に繋がる。

#### 『感想』（ベルクソン論）

##### ベルクソン哲学の時代背景
1859年にダーウィンが『種の起源』を公表した当時、イギリス（大英帝国）ではダーウィンに先んじジャーナリストのロバート・チェンバースが匿名で出版した、万物進化論を主張する『創造の自然史の痕跡』が話題となっていた。これについてダーウィンは「下等」と「高等」の概念は人間の主観的価値観の産物で科学的な概念とは言えない、と科学的価値を否定的に評価している。その影響が自らの学説の普及するために一役買ったことは一定の評価をしている。このような「下等」な生物が「高等」な生物に変化する「進化論」は、ダーウィンの指摘同様に近代科学の水準に至らない疑似科学でダーウィン以前から存在したが影響力はなかった。ダーウィンも当初は自らの自然選択説を、疑似科学の代名詞たる「進化論」の範疇に入れることを拒否した。疑似科学としての「進化論」の本質は、生命の謎あるいは究極的な目的を説明することで、本質的に科学的な証明の不可能な形而上学である。ダーウィンの学説は近代科学の枠組みにある限り「生命とは何か」の哲学的な問いに無関心で、生命の多様な「種」がいかにして発生したかの理論で、「生命はいかにして誕生したか」という問いに無力である。社会のダーウィン学説に対するイメージから遠くとも真理である。ダーウィンの有力な協力者で現代は疑似科学的進化論者とされるトマス・ヘンリー・ハクスリーは、自然選択説を教えられた当時の感想を「何でこんな簡単なことに気づかなかったんだ」というものだったと語るが、ハクスリーの思索態度が哲学的で非科学的であることによる。「ラマルク主義」で有名な19世紀初頭のジャン＝バティスト・ラマルクによる『動物哲学』以来、近代科学の水準を満たさない進化論学説のバリエーションは豊富で理論ごとの特徴に議論はあるが、ダーウィンの祖父エラズマス、ハクスリーとともにダーウィンの有力な協力者であったハーバート・スペンサー、小林が論じたフランスの哲学者ベルクソンも含まれる。ベルクソンは著作でスペンサーへ敬意を記している。
伝統的キリスト教会の神学は、世界は神が7日で創り、人間の祖先は塵から創られたアダムと、アダムの肋骨から創られたエバであるとした。このような世界観を無批判に受け入れる限り、人間の存在する意味を我々が改めて問う必要はない。ダーウィンの学説は「人間の先祖がサルである」事実のみを主張するが、この事実だけで伝統的なキリスト教神学の権威は無効化される。ダーウィンの学説は神学ではなく、キリスト教の神学を抛棄するならば、人間の存在意義を改めて規定する新しい神学が求められて疑似科学的進化論が意義を有する。ダーウィン学説について科学的厳格さを伴った論争で、ハクスリーやスペンサーなど疑似科学的進化論からのダーウィン学説擁護者は間もなく排除された。教会の権威に代わる新たな神学を必要とする世俗社会は、ハクスリーやスペンサーの権威が不要とならなかった。以降現代まで、科学としてのダーウィン学説、疑似科学としての進化論、両者は社会で混同が続き、小林も混同から逃れていない。
19世紀半ば以後、ダーウィン学説とともに西ヨーロッパを中心とした自由主義的な世俗社会は、原罪も最後の審判もない楽観主義の哲学を受け入れた。楽観主義は、20世紀初頭の第一次世界大戦の惨禍で打ち砕かれた。実存主義#不安の時代に詳述がある。第一次世界大戦後の西欧社会の知的潮流は、新しい神学の崩壊、解体から始まる。西洋哲学史でこの時代のランドマークとされるドイツの哲学者ハイデッガーの『存在と時間』、オーストリア出身の哲学者ウィトゲンシュタイン『論理哲学論考』は、いずれも楽観主義の哲学における形而上学の解体を主眼として展開されている。大戦以前から進化論哲学を主導したベルクソンら哲学者自身、自ら路線変更を強いられた。
ベルクソンの4冊の主著で最後に発表された『道徳と宗教の二つの源泉』（1932年）を除いた他の3著は、第一次世界大戦以前の1889年から1907年にかけ公刊された。戦後にベルクソンは、賢人会議に参加するなど思索よりも大戦後の平和活動に傾注し、最終「二源泉」刊行まで間が開いている。3著はそれぞれ意識現象、生理現象、生物現象を扱った進化論哲学だが、最終の「二源泉」は社会学的考察である。進化論哲学者としてのベルクソン哲学の要となる部分は、小林が文筆活動を始めた第一次世界大戦前に刊行された。

##### ベルクソン哲学の特徴
ダーウィン学説の普及とともに隆盛した進化論哲学は、科学の発展を大前提に人間の理性を絶対視する「自然の光」あるいは主知主義の哲学で、ベルクソンの哲学も例外ではない。ベルクソンをアリストテレスに象徴される伝統的な理性の哲学と区別するのは、直観主義である。ベルクソンは第一次世界大戦前の1903年（明治36年）に発表した『形而上学入門』で「知的直観」“intuition intellectuelle”と書いた箇所を、大戦後に思想背景として進化論を抛棄した後と思われる時期に発表した論文集へ転載するにあたり「心的直観」“intuition spirituelle”と書き直している。この戦前のベルクソンの直観主義は、日本人が禅仏教で歴史的に親しむ宗教的直観主義と異なり、ベルクソン哲学の特徴的なものである。知的直観主義と対してベルクソン思想を特徴付けるイマージュ論がある。ベルクソンにとって「イマージュ」は、単なる心的表象とは異なる一種の観念実在論である。ベルクソンのイマージュ論の影響は、小林においてドストエフスキー伝の序文をなす「歴史について」で見られるような、ややグロテスクで実在論的な歴史哲学となる。ベルクソンのイマージュ論は、彼が一時期会長を務めた英国心霊現象研究協会が研究対象にしたエクトプラズムを連想させる。後年にイングランド国教会が心霊主義を内偵し、秘密提出して暴露したとされる報告書における心霊主義の宗教観についての批判は、ベルクソンの宗教思想を非常に連想させる。
ベルクソンは、いずれ科学の発展が死後生の謎をも解き明かすことを期待する。

##### 未完の『感想』
1958年（昭和33年）5月に、いずれ未完に終わるベルクソン論『感想』の連載を『新潮』誌上に開始する。この連載の契機となったのは当時の小林のギリシャ哲学への傾斜であろうが、当時内外論壇を賑わしたコリン・ウィルソンの『アウトサイダー』の神秘主義的進化論の影響も考えられる。同時期に河上徹太郎が評論『日本のアウトサイダー』を著した。河上はアウトサイダーの定義を「異端」あるいは「幻（ヴィジョン）を見る人」として、中原中也、内村鑑三など数人の人物の思想と行動とを解析し、インサイダーすなわち正統主義、オーソドクシイのあり得べき形や個所の獲得のためのヒントを呈示した。小林は、この河上の一連の作業の保持する意味のうち、人物の「列伝」という歴史表現の側面にスポットライトを当てて、『考えるヒント』で紹介している。
現代では牧歌的と評されるが、小林の『感想』冒頭における自身の超自然的体験談は、ベルクソンの俗流神秘主義の影響も見られる。
戦前のカントを論じた小林の初期文章では、カントの人倫重視の形而上学を「窮余の一策」と評したものがある。この小林の形而上学観はベルクソンを論じるにあたって自らの姿勢を暗に表明している。概してベルクソンの進化論哲学の体系は、小林がそれと信じた（信じたがった）程には精神的でも芸術的でもなく、小林の文筆活動において我々が論じる価値のあると見る分野に比較して素朴であり、楽天的に過ぎるのであって、そこから小林が期待するものを汲み上げることは困難であった。
ベルクソンは生命活動を砲弾の飛び交う戦争のようなイマージュで提示する。実際に、戦後のベルクソンの平和活動にも関わらず、生物学的民族主義と進化論哲学を奉じるナチス・ドイツがユダヤ人哲学者ベルクソンの住むパリを占拠した。ベルクソンは遺稿の公開を禁じてナチス占領下のパリでひっそりと最期を迎え、ベルクソンの膨大な遺稿を期待しながら戦後を迎えた小林はそれを知り「恥ずかしかった」と告白している。
1963年（昭和38年）に、小林はソ連作家同盟の招きで訪ソしたのを期に、5年の歳月をかけたベルクソン論を中断した。のちに小林は数学者岡潔との対談で、中断の理由として「無学を乗りきることが出来なかったから」と述べている。
小林が封印したベルクソン論『感想』は本人の意志とは無関係に、生誕百年を記念した小林秀雄全集（第5次）・別巻として公刊された。

### 1960年安保前後
日本は、1951年（昭和26年）にアメリカと、片面講和と旧日米安保条約を締結して戦後の区切りを付け、ニューヨーク本部で新体制として再建された国際連合へ加入を計画するが、常任理事国ソビエトの拒否権が障壁となる。1956年（昭和31年）に鳩山一郎内閣はソビエトと国交を回復して日ソ共同宣言を結び、日本の世論は国際社会復帰を歓迎した。1960年（昭和35年）の新安保条約は、反対する世論で騒然としたが締結された。
1960年（昭和35年）安保の前後に小林は、NHKラジオの新年放送に、吉田茂、南原繁、鈴木大拙、手塚富雄 と参加する。
戦前から創元社に顧問として関係した小林は、後戦1948年（昭和23年）に取締役となり、東京支社はのれん分けされて別法人となる。1951年（昭和26年）に現代社会科学叢書が刊行され、第一回配本のフロム『自由からの逃走』はベストセラーとなる。1954年（昭和29年）に倒産し、元東京支社長の小林 茂らが「東京創元社」を発足して再建するが、1961年（昭和36年）に再び倒産して小林秀雄も取締役を辞任する。1970年に負債整理が完了した。 
この年に「考えるヒント」として、評論「忠臣蔵I・II」を発表する。結語で「……現代人には、現実世界は、自由な批判に屈し、現状維持にも革新にも応ずると言った姿に映ずる傾向があるが、当時の武士たちには、勿論、そんな心理傾向は無縁であって、彼等は、ただ退引きならぬ世の転変をそのまま受け納れて、これに黙して処した」と説き、自らを仮託しているようにも読める。「これは、原理的には簡明な事で、行動人から知識人への転向であった」と続く。同時期の講演「現代の思想」では本題から逸れ、中国古典を引き合いに「世を捨てて市場にいる」と「世捨て」を論じ、かつて「西行」で取り上げて重視しながら「馬鹿正直な拙い歌」と評した作に似る。

### 晩年
1963年（昭和38年）の訪ソで、小林はドストエフスキーの墓を訪れるなどし、ソ連・ロシアについての幾つかの文章を残している。「ネヴァ河」で、前年に没した正宗白鳥の『罪と罰』の最後に登場するネヴァ河を遠い目に見る姿を回想として引いている。この訪ソで『感想』を中断してしばらくすると、小林は『本居宣長』の連載を始める。小林には戦時中から日本の古典文学、芸能、絵画、骨董についての文章は数多いが、日本の古典についてのまとまった仕事はこれが最初で最後となる。
吉本隆明は、戦後の小林については「僕が左傾化し、熱心とは言えない読者になった頃、小林秀雄は、「無常という事」の延長線上の、ある閉じられた領域の中でくるくる巡回しているだけではないか、と思えてきたんですね。左翼から見ると尚更そうなのですが、いい文章を書いてはいるんだけれども、思想的な停滞を感じざるを得ない。」小林秀雄晩年の作品『本居宣長』についても「宣長論の勘所は、二つあると思います」、「記紀神話に書かれたことをそのまま素直に受け取ればいいという宣長の考え」「勘でいやに正確な古典日本語の読解をやっているなという国学者としての宣長」「その二点の考察が欠けているとともに、停滞感だけはいかんともしがたく、その論旨で書評を書きました」と述べている。
小林における通常の心理学を越える諸問題についての関心は、『モオツァルト』、『感想』、『本居宣長』に後続する、最晩年の未完となった『正宗白鳥の作について』を（1981年 - 1983年に『文學界』連載）までに至る。ここで小林は、フロイトとユングの師弟の共同作業に言及し、ユングの『自伝』をめぐる逸話の中で、「心の現実に常にまつわる説明しがたい要素は謎や神秘のままにとどめ置くのが賢明・・・」とある文章を引用しかけた地点で、絶筆となった。

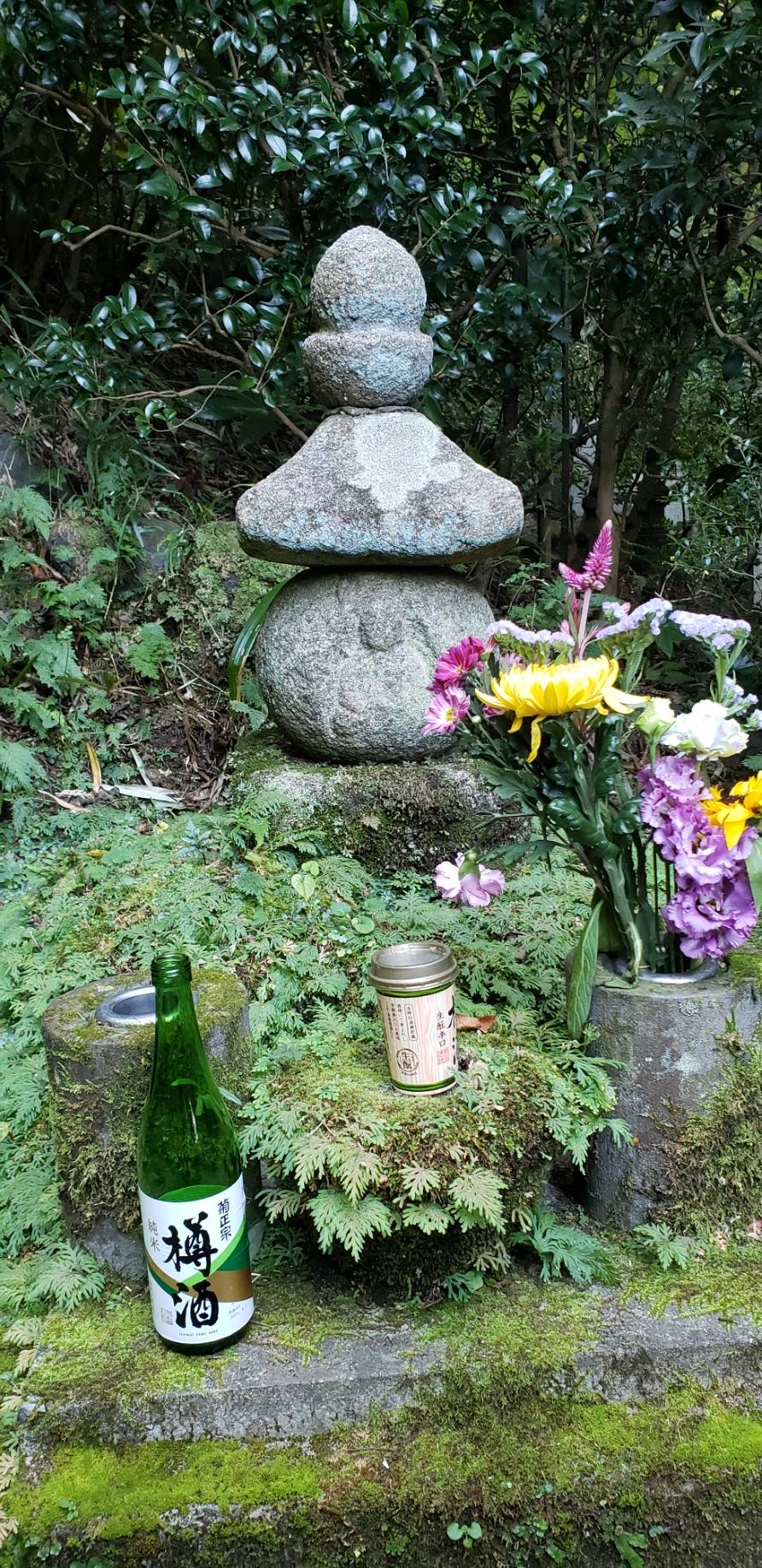
東慶寺にある小林秀雄の墓

## 逸話等
小林の批評は個性的な文体と詩的な表現を持ち、さまざまな分野の評論家、知識人に影響を与えた。小林がもたらした新時代の批評形式に対して、創造的批評、の評語が文学界に現れた。文学の批評に留まらず、西洋絵画の評論も手がけ、ランボー、アラン、アンドレ・ジッド、サント・ブーヴ、ジャック・リヴィエール等の翻訳も行った。酒癖は悪く、深酔いすると周囲の人にからみ始め、相手が泣き出すか怒り出すまでやめなかった。日本語の通じないアメリカ兵まで泣かせた伝説が周囲で囁かれていた。鎌倉市に在住し、文化遺産や風致地区の保存運動にも影響力をもっていた。

## 系譜
```

　　　　　　　　　　　　　　　　　　　　　　　　　　　　（清水）
小林市右衛門重秋━小林友右衛門…（中略）…小林友右衛門……小林豊造━小林秀雄
　　　　　　　　　　　　　　　　　　　　　　　　　　　　　　┃
　　　　　　　　　　　　　　　　　　　　　　清水甚兵衛━━━┛

```

- 父・小林豊造 ‐ 出石郡資母村の農家・清水甚兵衛の二男。小林家の養子となり豊蔵を豊造に改める。
- 母・精子 ‐ 出石藩士・小林友右衛門の娘
- 妹・高見沢潤子 ‐ 田河水泡の妻。本名・富士子。著書に『兄小林秀雄』など。
- 妻・小林喜代美 ‐ 長野県松本・森甚太郎の長女。新興宗教に凝った精子の要望で万佐子に改名。
- 娘・白洲明子（はるこ） ‐ 白洲兼正（白洲次郎、白洲正子の二男）の妻。子に白洲信哉
- いとこ・西村孝次、西村貞二 ‐ 豊造の弟の子
- またいとこ・平野謙 ‐ 平野の母方祖父と小林の母方祖母が兄妹

## 主な著作
- 『様々なる意匠』
- 『Xへの手紙』
- 『志賀直哉』
- 『私小説論』
- 『ドストエフスキイの生活』（最初の長編評論）
- 『無常といふ事』
- 『私の人生観』
- 『モオツァルト』
- 『ゴッホの手紙』
- 『近代絵画』
- 『考へるヒント』
- 『真贋』（美術論）
- 『感想』（未完のベルクソン論）
- 『本居宣長』

### 著作集（現行）
- 『小林秀雄全集』（新潮社、全14巻別巻2）。旧字体・歴史的仮名遣[注釈 53]
  - 『小林秀雄全集 補巻』（全3巻）、脚注・著作補遺。2010年（平成22年）春から夏にかけ刊行
- 『小林秀雄 全作品』（新潮社、全28巻別巻4）。脚注入り・現行かな表記

### 対談（現行）
- 『人間の建設』（岡潔と、新潮文庫（解説茂木健一郎）、2010年）
- 『小林秀雄対話集』（講談社文芸文庫、2005年）、ワイド版2017年（12名との対話）
- 『直観を磨くもの 小林秀雄対話集』（新潮文庫、2014年）、12名との対話（講談社版とは異なる内容）

## 主な翻訳
- ポール・ヴァレリー『テスト氏』
- アンドレ・ジッド『パリュウド』（岩波文庫）
- アルチュール・ランボー『地獄の季節』（岩波文庫・創元ライブラリー文庫「ランボオ詩集」）
- アラン『精神と情熱とに関する八十一章』（創元ライブラリー文庫・新潮社「全作品8」）
- 『小林秀雄全翻訳』（講談社、1981年7月）。新字・歴史的仮名遣

## DVD・CD
- 『学問と情熱 小林秀雄 批評への道』 （紀伊國屋書店、紀田順一郎（総合監修）、浜畑賢吉（ナレーター））
- 『小林秀雄講演 新潮CD』（新潮社、現：全8巻、2004年 - 2010年）

## 関連書籍
- 『新訂 小林秀雄全集 別巻II 批評への道 付 年譜・書誌』（新潮社、1979年）
  - 『この人を見よ 小林秀雄全集月報集成』（新潮文庫、2014年）。上記を文庫化（一部）
- 『小林秀雄全作品 別巻III 無私を得る道 （上）』（新潮社、2005年）
- 『レクイエム小林秀雄』（吉田熈生編、講談社、1983年）記事・追悼論集
- 『小林秀雄 群像日本の作家 14』（小学館、1991年）
- 『小林秀雄 鑑賞日本現代文学 16』（清水孝純編、角川書店、1981年）
- 『文芸読本 小林秀雄』（河出書房新社、1983年）
- 『KAWADE夢ムック 総特集小林秀雄』（河出書房新社、2003年）
- 『小林秀雄必携』（吉田熈生編、学燈社、新版1993年） ※ 以上は年譜・主な参考文献目録を収録
- 郡司勝義『わが小林秀雄ノート　向日性の時代』（未知谷、2000年）
- 郡司勝義『批評の出現　わが小林秀雄ノート 第二』（未知谷、2000年）
- 郡司勝義『歴史の探究　わが小林秀雄ノート 第三』（未知谷、2001年）
- 神山睦美『小林秀雄の昭和』（思潮社、2010年）
- 廣木寧『小林秀雄と夏目漱石―その経験主義と内発的生』（総和社、2013年）
- 若松英輔『小林秀雄　美しい花』（文藝春秋、2017年／文春文庫、2021年）
- 『学生との対話』（国民文化研究会編、新潮社、2014年／新潮文庫、2017年）
九州での研修講義と質疑応答（1961年（昭和36年） - 1978年（昭和53年）夏に、計5度行った）
- 『小林秀雄 江藤淳全対話』（中公文庫、2019年、平山周吉解説）

## 小林秀雄を取り扱った作品

### 映画
- 『ゆきてかへらぬ』（2025年、キノフィルムズ、演：岡田将生、監督：根岸吉太郎）